# Liste der Naturdenkmale in Hochstetten-Dhaun
Die Liste der Naturdenkmale in Hochstetten-Dhaun nennt die im Gemeindegebiet von Hochstetten-Dhaun ausgewiesenen Naturdenkmale (Stand 7. März 2024).

## Ehemalige Naturdenkmale
| Nr. | Bezeichnung             | Lage                             | Beschreibung                                                                                | Bild            |
| --- | ----------------------- | -------------------------------- | ------------------------------------------------------------------------------------------- | --------------- |
|     | Freiheitslinde in Dhaun | Dhaun, Im Hahn, neben Nr. 2 Lage | Tilia sp., 1798 gepflanzt; 2010 aus Sicherheitsgründen gefällt, Rechtsverordnung aufgehoben | Fotos hochladen |